# Ankh (Peter van de Locht)
Ankh is een kunstwerk in Amsterdam-West.
Het beeld is geplaatst op het noordwestelijke talud van de Wiegbrug en werd geplaatst na een totale vernieuwing van deze brug in de periode 1988-1990. Ankh is een oud-Egyptisch symbool voor leven en/of onsterfelijkheid.
Het vier meter hoge beeld is afkomstig van kunstenaar Peter van de Locht. Het zou origineel uitgevoerd zijn in zwart marmer (natuursteen). In 2012 werd door een van de bronnen (Buitenbeeld) geconstateerd dat er sprake is van ander materiaal. Ook de directe omgeving rond het beeld is in de loop der jaren aangepast; er verscheen een leuning aan de rand van het trapje, dat tegen het talud loopt, uitgevoerd in hetzelfde materiaal. Of de zuil tegenover het beeld onderdeel is van het kunstobject is niet bekend.